# HWA AG
Die HWA AG ist ein 1998 gegründeter Automobilhersteller, der Rennsportaktivitäten u. a. für die Daimler AG betreibt und Entwicklung und Produktion von Fahrzeugen und Komponenten für Automobilhersteller betreibt. Das Unternehmen entstand aus der seit 1967 bestehenden Motorsportabteilung von AMG (seit 2005 Mercedes-AMG).

## Geschichte
Im Jahr 1999 wurde AMG zu 51 % von der DaimlerChrysler AG übernommen. Gleichzeitig wurde die Motorsportabteilung aus der Mercedes-AMG ausgegliedert und als H.W.A. GmbH neu gegründet. Hans Werner Aufrecht, der Gründer des Teams, hat es nach seinem Namen benannt.
Im Dezember 2006 wurde die GmbH zur Aktiengesellschaft. 2007 erfolgte der Börsengang und die Änderung zum Namen HWA. Die HWA ist ein eigenständiges Unternehmen mit Firmensitz in Affalterbach.

### DTM
Für das Jahr 2000 konnte zusammen mit Opel die DTM wiederbelebt werden, jedoch nicht als Meisterschaft basierend auf Serientourenwagen, sondern mit speziellem Reglement und reinrassigen Rennwagen mit für alle identischen Teilen wie Getriebe und Bremsen. Hier dominierten die AMG-Mercedes von H.W.A. meist über die Werks-Opel und die privaten Abt-Audi, die nur in einem Jahr dank Reglementszugeständnissen einen Meistertitel erringen konnten. Nach dem offiziellen Einstieg von Audi 2004 war die Konkurrenz stärker, aber mit dem Ausstieg von Opel nach 2005 weniger zahlreich. Im Dezember 2006 wurde die H.W.A. GmbH in die HWA AG umgewandelt. Dabei beteiligte sich der Finanzinvestor Toto Wolff einschließlich Co-Investoren an der Gesellschaft. Am 19. April 2007 erfolgte der Börsengang an der Frankfurter Börse, durch den ein Teil der Aktien in Streubesitz gelangte.
Aufrecht betreibt mit seinem Team der HWA AG in der Saison 2007 vier Fahrzeuge der Marke Mercedes-Benz in der DTM. Der erfolgreichste Fahrer des HWA Teams ist Bernd Schneider mit sieben Meistertiteln und drei Vizemeistertiteln in der DTM, ITC und FIA GT-Meisterschaft.

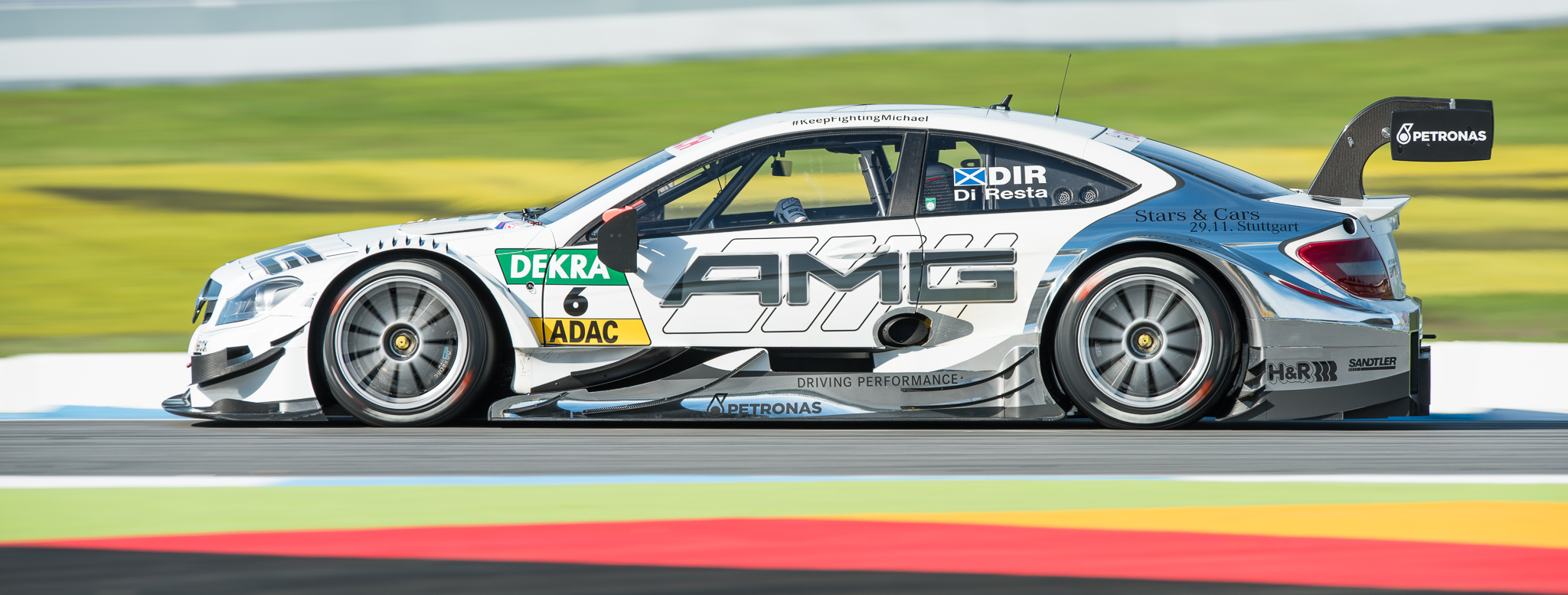
Paul di Resta für HWA AG, Deutsche Tourenwagen Masters 2014 – Hockenheimring

Paul di Resta gewann 2010 die Meisterschaft gegen seine Markenkollegen Gary Paffett und Bruno Spengler. Gleichzeitig sicherte sich die HWA AG die Plätze 1 und 2 in der Team-Meisterschaft.
2015 gewann HWA die Fahrermeisterschaft mit Pascal Wehrlein, 2018 erneut mit Gary Paffett. Insgesamt neun Fahrertitel gewann das HWA-Team für Mercedes-Benz bis zum DTM-Ausstieg der Marke Ende 2018.

### Weitere Motorsportaktivitäten
Ab 2003 war das Unternehmen auch als Motoren-Lieferant für die Formel 3 tätig. Anfangs nur in der Formel-3-Euroserie, seit 2006 auch in der Britischen Formel-3-Meisterschaft. Während in der Saison 2007 auch Opel Motoren an die Formel-3-Euroserie lieferte war in der Saison 2009 Volkswagen der einzige Mitbewerber.
Seit Ende 2018 werden die Motorsportaktivitäten des Teams unter dem Namen HWA RACELAB durchgeführt.

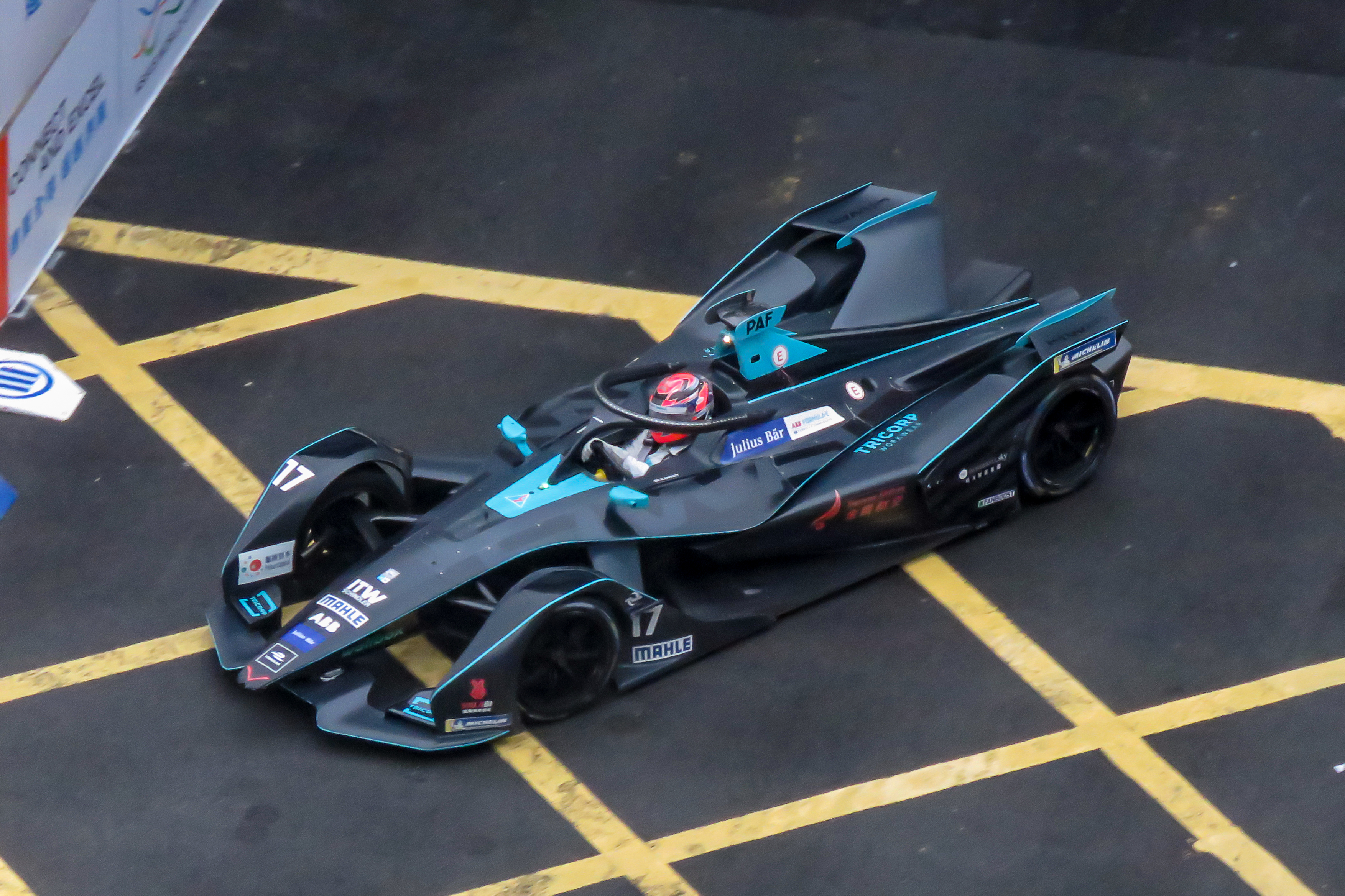
HWA-Pilot Gary Paffett beim Hongkong E-Prix 2019

Zur Saison 2018/19 stieg das Team in die FIA-Formel-E-Meisterschaft ein. Als Fahrer wurden Paffett und Stoffel Vandoorne verpflichtet. Das Team belegte mit 44 Punkten den neunten Platz in der Teamwertung. Am Saisonende übernahm das Mercedes-Benz EQ Formula E Team den Startplatz von HWA RACELAB, HWA wird jedoch für den Einsatz des Teams an der Strecke verantwortlich sein.

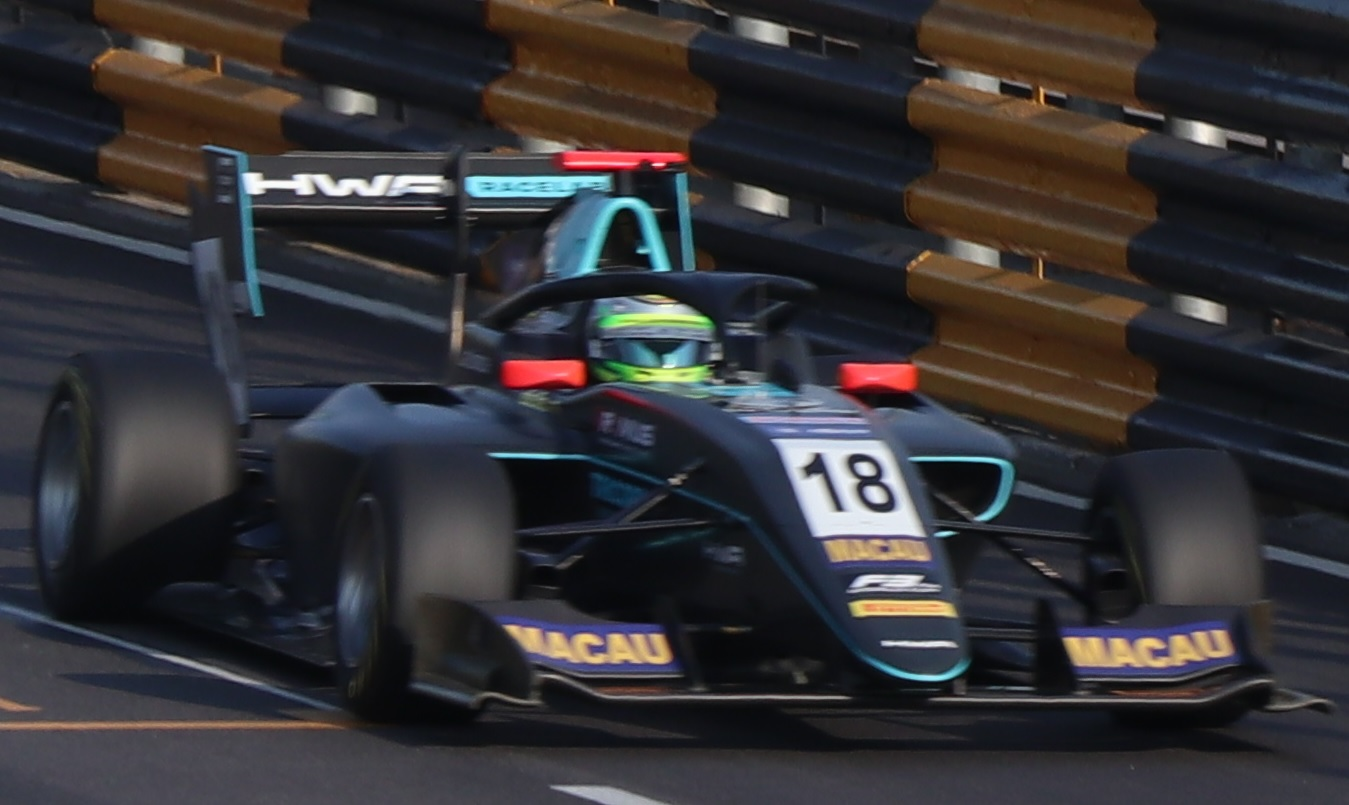
Sophia Flörsch 2019 in Macao

2019 trat HWA mit drei Fahrzeugen in der Formel 3 an. Als Fahrer wurden Keyvan Andres, Jake Hughes und Bent Viscaal verpflichtet. Das Team schloss die Saison auf dem fünften Platz der Teamwertung ab, Hughes belegte als bester Fahrer des Teams Rang sieben in der Gesamtwertung. Beim Macau Grand Prix wurde Viscaal durch Sophia Flörsch ersetzt.
In der Saison 2020 und 2021 trat das HWA RACLEAB mit insgesamt 5 Fahrzeugen in der Formel 2 und Formel 3 Meisterschaft an.
Im August 2020 hat das Unternehmen mit einigen Partnern das Projekt HYRAZE League vorgestellt.

## Unternehmensleitung
Vorstand und Teammanager war bis Frühjahr 2010 Hans-Jürgen Mattheis. Technischer Leiter und ebenfalls Vorstand war Gerhard Ungar. Ungar war nach dem Rücktritt von Mattheis ab Frühjahr 2010 Alleinvorstand der HWA AG. Von Oktober 2012 bis September 2013 wurde Ungar von Eric Nève unterstützt, seit dem 1. Dezember 2013 ergänzt Ulrich Fritz den Vorstand. Am 8. Mai 2014 gab der Aufsichtsrat die Trennung vom Vorstandsvorsitzenden Gerhard Ungar bekannt.
Vorsitzender des Aufsichtsrates ist Hans Werner Aufrecht. Darüber hinaus sitzen Simone Stegmaier, Willibald Dörflinger, Gert-Jan Bruggink, Hussain A. Al Siddiqi und Klemens Große-Vehne im Aufsichtsrat der Firma.
Zum Jahresende 2021 gab das Unternehmen die Trennung von Ulrich Fritz als Vorstand bekannt. Ab diesem Zeitpunkt war Martin Marx alleiniger Vorstand der HWA AG. Ab dem 28. Juli 2023 verstärkte Gordian von Schöning mit Wirkung zum 1. August 2023 als CTO den Vorstand. Er verantwortet die Bereiche Entwicklung und Vertrieb und war vorher Head of Development Performance Car bei HWA.

## Geschäftsdaten und Unternehmensstruktur
Im Jahr 2007 erzielte das Unternehmen einen EBIT von 9,1 und einen Nettogewinn von 5,6 Mio. € (2006) mit 224 Mitarbeitern.
Neben dem Bereich „Automobilrennsport“, entwickelt und fertigt das Unternehmen im Geschäftsbereich „Fahrzeuge/Fahrzeugkomponenten“ Bauteile für die Daimler AG und Mercedes-AMG. In deren Auftrag fertigt(e) HWA auch sehr spezielle Straßen-Kleinserienmodelle. Hierzu gehören der CLK-GTR, der CLK-DTM AMG und der A32 K (A-Klasse).
Der Evo ist das erste eigenständig entwickelte Fahrzeug von HWA. Dieser Restomod basiert auf der Mercedes-Benz Baureihe W 201 und stellt eine Hommage dar an die in der Deutschen Tourenwagen-Meisterschaft eingesetzten Mercedes-Benz 190E 2.5-16 Evo II. Erste Fahrzeuge sollen Ende 2025 ausgeliefert werden.

## Statistik

### DTM

#### Erfolge
| 1988 | DTM-Debüt                                                              |
| 1989 | 4. Platz DTM                                                           |
| 1990 | 3. Platz DTM                                                           |
| 1991 | 2. Platz DTM                                                           |
| 1992 | 1. Platz DTM                                                           |
| 1993 | 2. Platz DTM                                                           |
| 1994 | 1. Platz DTM                                                           |
| 1995 | 1. Platz DTM und ITC                                                   |
| 1996 | 2. Platz ITC                                                           |
| 1997 | 1. Platz FIA GT-Meisterschaft                                          |
| 1998 | 1. Platz Fahrer- und Teamwertung FIA GT-Meisterschaft                  |
| 1999 | Teilnahme beim 24h-Rennen von Le Mans                                  |
| 2000 | 1. Platz DTM mit Schneider                                             |
| 2001 | 1. Platz DTM mit Schneider                                             |
| 2002 | 2. Platz DTM mit Schneider                                             |
| 2003 | 1. Platz DTM mit Schneider                                             |
| 2004 | 2. Platz DTM mit Paffett                                               |
| 2005 | 1. Platz DTM mit Paffett                                               |
| 2006 | 1. Platz DTM mit Schneider                                             |
| 2007 | 2. Platz DTM mit Spengler                                              |
| 2008 | 2. Platz DTM mit di Resta, 1. Platz Teamwertung                        |
| 2009 | 2. Platz DTM mit Paffett, 1. Platz Teamwertung                         |
| 2010 | 1. Platz DTM mit di Resta, 1. Platz Teamwertung                        |
| 2011 | 2. Platz Teamwertung, 3. Platz DTM Fahrerwertung                       |
| 2012 | 2. Platz Teamwertung, 2. Platz DTM Fahrerwertung                       |
| 2013 | 3. Platz Teamwertung, 4. Platz DTM Fahrerwertung                       |
| 2014 | 4. Platz Teamwertung, 4. Platz DTM Fahrerwertung                       |
| 2015 | 1. Platz DTM mit Wehrlein, 1. Platz Teamwertung                        |
| 2016 | 4. Platz DTM Fahrerwertung                                             |
| 2017 | 3. Platz DTM Teamwertung, 6. Platz DTM Fahrerwertung                   |
| 2018 | 1. Platz DTM mit Paffett, 1. Platz Teamwertung, 1. Platz Markenwertung |

### Fahrer
| 2000 | AMG-Mercedes CLK-DTM  | Bernd Schneider                                  | Thomas Jäger                                  | Klaus Ludwig                                              | Marcel Fässler                                  |                 |                 |                 |
| 2001 | AMG-Mercedes CLK-DTM  | Bernd Schneider                                  | Peter Dumbreck                                | Uwe Alzen                                                 | Marcel Fässler                                  |                 |                 |                 |
| 2002 | AMG-Mercedes CLK-DTM  | Bernd Schneider                                  | Jean Alesi                                    | Uwe Alzen                                                 | Marcel Fässler                                  |                 |                 |                 |
| 2003 | AMG-Mercedes CLK-DTM  | Bernd Schneider                                  | Jean Alesi                                    | Christijan Albers                                         | Marcel Fässler                                  |                 |                 |                 |
| 2004 | AMG-Mercedes C-Klasse | Bernd Schneider mit Renningenieur Martin Marx    | Jean Alesi mit Renningenieur Markus Röhrich   | Christijan Albers mit Renningenieur Axel Randolph         | Gary Paffett mit Renningenieur Thomas Strick    |                 |                 |                 |
| 2005 | AMG-Mercedes C-Klasse | Bernd Schneider mit Renningenieur Markus Röhrich | Jean Alesi mit Renningenieur Jürgen Zürn      | Mika Häkkinen mit Renningenieur Axel Randolph             | Gary Paffett mit Renningenieur Thomas Strick    |                 |                 |                 |
| 2006 | AMG-Mercedes C-Klasse | Bernd Schneider mit Renningenieur Markus Röhrich | Jamie Green mit Renningenieur Martin Marx     | Mika Häkkinen mit Renningenieur Axel Randolph/Jürgen Zürn | Bruno Spengler mit Renningenieur Thomas Strick  |                 |                 |                 |
| 2007 | AMG-Mercedes C-Klasse | Bernd Schneider mit Renningenieur Markus Röhrich | Jamie Green mit Renningenieur Jürgen Zürn     | Mika Häkkinen mit Renningenieur Axel Randolph             | Bruno Spengler mit Renningenieur Thomas Strick  |                 |                 |                 |
| 2008 | AMG-Mercedes C-Klasse | Bernd Schneider mit Renningenieur Markus Röhrich | Jamie Green mit Renningenieur Jürgen Zürn     | Paul di Resta mit Renningenieur Axel Randolph             | Bruno Spengler mit Renningenieur Matthias Huber |                 |                 |                 |
| 2009 | AMG-Mercedes C-Klasse | Bruno Spengler mit Renningenieur Markus Röhrich  | Paul di Resta mit Renningenieur Axel Randolph | Ralf Schumacher mit Renningenieur Andreas Riedl           | Gary Paffett mit Renningenieur Thomas Strick    |                 |                 |                 |
| 2010 | AMG-Mercedes C-Klasse | Bruno Spengler mit Renningenieur Sven Bluszcz    | Paul di Resta mit Renningenieur Axel Randolph | Ralf Schumacher mit Renningenieur Andreas Riedl           | Gary Paffett mit Renningenieur Thomas Strick    |                 |                 |                 |
| 2011 | AMG-Mercedes C-Klasse | Jamie Green                                      | Gary Paffett                                  | Ralf Schumacher mit Renningenieur Andreas Riedl           | Bruno Spengler                                  |                 |                 |                 |
| 2012 | AMG Mercedes C-Coupé  | Jamie Green                                      | Gary Paffett                                  | Ralf Schumacher mit Renningenieur Andreas Riedl           | Christian Vietoris                              |                 |                 |                 |
| 2013 | AMG Mercedes C-Coupé  | Gary Paffett                                     | Roberto Merhi                                 | Christian Vietoris                                        | Robert Wickens                                  |                 |                 |                 |
| 2014 | AMG Mercedes C-Coupé  | Christian Vietoris                               | Paul di Resta                                 | Gary Paffett                                              | Robert Wickens                                  | Pascal Wehrlein |                 |                 |
| 2015 | AMG Mercedes C-Coupé  | Christian Vietoris                               | Paul di Resta                                 | Pascal Wehrlein                                           | Robert Wickens                                  |                 |                 |                 |
| 2016 | AMG Mercedes C-Coupé  | Daniel Juncadella                                | Paul di Resta                                 | Maximilian Götz                                           | Robert Wickens                                  |                 |                 |                 |
| 2017 | AMG Mercedes C-Coupé  | Gary Paffett                                     | Paul di Resta                                 | Lucas Auer                                                | Robert Wickens                                  | Edoardo Mortara | Maro Engel      |                 |
| 2018 | AMG Mercedes C-Coupé  | Gary Paffett                                     | Paul di Resta                                 | Lucas Auer                                                | Daniel Juncadella                               | Edoardo Mortara | Pascal Wehrlein | Sébastien Ogier |

### Einzelergebnisse in der FIA-Formel-E-Meisterschaft
| Fahrer                             | Nr.                                | 1    | 2     | 3     | 4    | 5     | 6     | 7   | 8     | 9   | 10  | 11   | 12   | 13  | 14 | 15 | 16 | Punkte | Rang |
| ---------------------------------- | ---------------------------------- | ---- | ----- | ----- | ---- | ----- | ----- | --- | ----- | --- | --- | ---- | ---- | --- | -- | -- | -- | ------ | ---- |
| FIA-Formel-E-Meisterschaft 2018/19 | FIA-Formel-E-Meisterschaft 2018/19 | DIR  | MAR   | SAN   | MEX  | HKG   | SAY   | ROM | PAR   | MCO | BER | BRN  | NYC  | NYC |    |    |    | 44     | 9.   |
| Stoffel Vandoorne                  | 05                                 | °16° | °DNF° | °DNF° | °18° | °DNF° | °DNF° | °3° | °DNF° | °9° | °5° | °10° | °13° | °8° |    |    |    | 44     | 9.   |
| Gary Paffett                       | 17                                 | DNF  | DNF   | 14    | 16   | 8     | DNF   | DNF | 8     | 12  | 16  | 17   | 11   | 10  |    |    |    | 44     | 9.   |

| Legende                      | Legende       | Legende                                                                 |
| Farbe                        | Abkürzung     | Bedeutung                                                               |
| ---------------------------- | ------------- | ----------------------------------------------------------------------- |
| Gold                         | —             | Sieger                                                                  |
| Silber                       | —             | 2. Platz                                                                |
| Bronze                       | —             | 3. Platz                                                                |
| Grün                         | —             | Platzierung in den Punkten                                              |
| Blau                         | —             | Klassifiziert außerhalb der Punkteränge                                 |
| Violett                      | DNF           | Rennen nicht beendet                                                    |
| Violett                      | NC            | nicht klassifiziert                                                     |
| Rot                          | DNQ           | nicht qualifiziert                                                      |
| Schwarz                      | DSQ           | disqualifiziert                                                         |
| Weiß                         | DNS           | nicht am Start                                                          |
| Weiß                         | WD            | zurückgezogen                                                           |
| Weiß                         | C             | Rennen abgesagt                                                         |
| Blanko                       |               | nicht teilgenommen                                                      |
| Blanko                       | DNP           | gemeldet, aber nicht teilgenommen                                       |
| Blanko                       | INJ           | verletzt oder krank                                                     |
| Blanko                       | EX            | ausgeschlossen                                                          |
| sonstige Formate und Zeichen | P/fett        | Pole-Position                                                           |
| sonstige Formate und Zeichen | kursiv        | Schnellste Rennrunde (ab 2017/18: Schnellste Rennrunde der ersten Zehn) |
| sonstige Formate und Zeichen | unterstrichen | Führender in der Gesamtwertung                                          |
| sonstige Formate und Zeichen | °             | FanBoost                                                                |
| sonstige Formate und Zeichen | *             | nicht im Ziel, aufgrund der zurückgelegten Distanz aber gewertet        |
| sonstige Formate und Zeichen | ( )           | Streichresultat                                                         |